# هيرب إليس
هيرب إليس (بالإنجليزية: Herb Ellis)‏ هو عازف جاز وعازف قيثارة أمريكي، ولد في 4 أغسطس 1921 في فارمرزفيل في الولايات المتحدة، وتوفي في 28 مارس 2010 في لوس أنجلوس في الولايات المتحدة بسبب مرض آلزهايمر.

## وصلات خارجية
- هيرب إليس على موقع IMDb (الإنجليزية)
- هيرب إليس على موقع ميوزك برينز (الإنجليزية)
- هيرب إليس على موقع أول ميوزيك (الإنجليزية)
- هيرب إليس على موقع ديسكوغز (الإنجليزية)
- هيرب إليس على موقع قاعدة بيانات الفيلم (الإنجليزية)